# Maurice Lusien
Maurice Lusien (Párizs, 1926. augusztus 17. – Marseille, 2017. március 10.) Európa-bajnoki ezüstérmes francia úszó.

## Pályafutása
Részt vett 1948-as londoni és 1952-es helsinki olimpián. Mindkétszer 200 m mellúszásban versenyzett és Helsinkiben a hetedik helyen végzett. A két olimpia között, az 1950-es bécsi Európa-bajnokságon ugyan ebben a számban ezüstérmet szerzett. A mediterrán játékokon 1951-ben és 1955-ben két-két aranyérmet nyert, 1959-ben pedig egy ezüstérmet szerzett.

## Sikerei, díjai
- Európa-bajnokság
  - ezüstérmes: 1950, Bécs – 200 m mell
- Mediterrán játékok
  - aranyérmes: 1951 (200 m mell, 3×100 m vegyes váltó), 1955 (200 m pillangó, 4×100 m vegyes váltó)
  - ezüstérmes: 1959 (4×100 m vegyes váltó)